# Heterochelus forsteri
Heterochelus forsteri är en skalbaggsart som beskrevs av Kulzer 1960. Heterochelus forsteri ingår i släktet Heterochelus och familjen Melolonthidae. Inga underarter finns listade i Catalogue of Life.